# روبن رمیرو
روبن رمیرو (انگلیسی: Rubén Ramiro؛ زادهٔ ۱۶ آوریل ۱۹۹۳) بازیکن فوتبال اهل اسپانیا است.
از باشگاه‌هایی که در آن بازی کرده‌است می‌توان به باشگاه فوتبال رایو وایکانو اشاره کرد.